# Qubit de flux

Potencial de qubit de flux

En la computació quàntica, més específicament en la computació quàntica superconductora, els qubits de flux (també coneguts com a qubits de corrent persistent) són bucles de metall superconductor de la mida d'un micròmetre que s'interrompen per una sèrie d'unions de Josephson. Aquests dispositius funcionen com a bits quàntics. El qubit de flux va ser proposat per primera vegada per Terry P. Orlando et al. al MIT el 1999 i fabricat poc després. Durant la fabricació, els paràmetres de la unió de Josephson estan dissenyats de manera que un corrent persistent flueixi contínuament quan s'aplica un flux magnètic extern. Només es permet que un nombre enter de quants de flux penetri a l'anell superconductor, donant lloc a supercorrents mesoscòpics en sentit horari o antihorari (normalment 300 nA) al bucle per compensar (pantar o millorar) un biaix de flux extern no enter. Quan el flux aplicat a través de l'àrea del bucle és proper a la meitat del nombre enter de quants de flux, els dos estats propis d'energia més baixa del bucle seran una superposició quàntica dels corrents en sentit horari i antihorari. Els dos estats propis d'energia més baixa només difereixen per la fase quàntica relativa entre els estats de direcció del corrent que la componen. Els estats propis d'energia més alta corresponen a corrents persistents (macroscòpics) molt més grans, que indueixen un quàntic de flux addicional al bucle de qubit, per la qual cosa estan ben separats energèticament dels dos estats propis més baixos. Aquesta separació, coneguda com el criteri de "no linealitat del qubit", només permet operacions amb els dos estats propis més baixos, creant efectivament un sistema de dos nivells. Normalment, els dos estats propis més baixos serviran com a base computacional per al qubit lògic.
Les operacions computacionals es realitzen pulsant el qubit amb radiació de freqüència de microones que té una energia comparable a la de la bretxa entre l'energia dels dos estats bàsics, similar a RF-SQUID. La durada i la força del pols seleccionades correctament poden posar el qubit en una superposició quàntica dels dos estats bàsics, mentre que els polsos posteriors poden manipular la ponderació de probabilitat que el qubit es mesurarà en qualsevol dels dos estats bàsics, realitzant així una operació computacional.
Els qubits de flux es fabriquen utilitzant tècniques similars a les utilitzades per a la microelectrònica. Els dispositius solen fer-se amb hòsties de silici o safir mitjançant litografia de feix d'electrons i processos d'evaporació de pel·lícula fina metàl·lica. Per crear unions Josephson, normalment s'utilitza una tècnica coneguda com a evaporació de l'ombra; això implica evaporar el metall font alternativament en dos angles a través de la màscara definida per litografia a la resistència del feix d'electrons. Això dona lloc a dues capes superposades del metall superconductor, entre les quals es diposita una fina capa d'aïllant (normalment òxid d'alumini).